# Parafia św. Małgorzaty w Cielczy
Parafia św. Małgorzaty w Cielczy – parafia rzymskokatolicka znajdująca się w Cielczy, w województwie wielkopolskim, w Polsce. Należy do dekanatu nowomiejskiego w archidiecezji poznańskiej.
Od 1 sierpnia 2021 proboszczem parafii jest ks. mgr Radosław Nowak.